# Anaxibia caudiculata
Anaxibia caudiculata är en spindelart som beskrevs av Tamerlan Thorell 1898. Anaxibia caudiculata ingår i släktet Anaxibia och familjen kardarspindlar.
Artens utbredningsområde är Myanmar. Inga underarter finns listade i Catalogue of Life.